# Firma

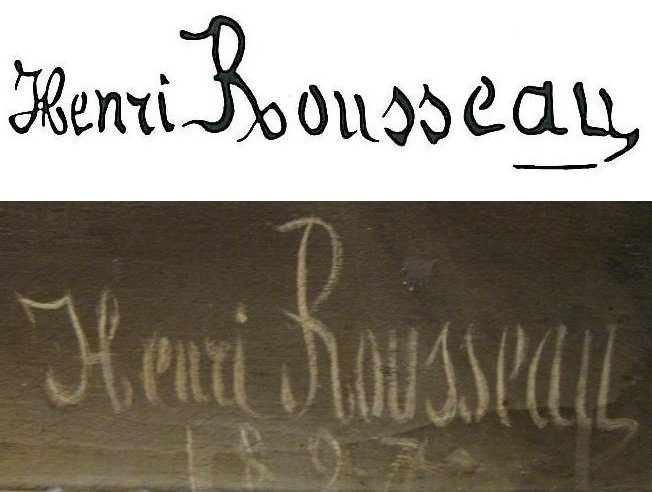
Firma del pintor Henri Rousseau.

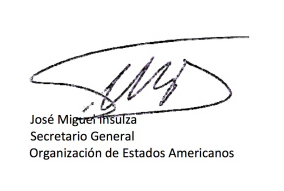
Firma de José Miguel Insulza, en el cargo de la Secretaría General de la Organización de los Estados Americanos.

Firma de Farah Pahlaví, Shahbanou de Irán.

La firma o rúbrica, también conocida como firma manuscrita, firma ológrafa o signatura, es un trazo gráfico manuscrito que representa el nombre y el apellido o el título que escribe una persona de su propia mano, y tiene fines identificatorios, jurídicos, bancarios, representativos y diplomáticos.
Por lo general, es una representación escrita a mano (y, a menudo, estilizada) del nombre de una persona, apodo o incluso otra marca que una persona escribe en documentos como prueba de identidad e intención. El escritor de una firma es un firmante o signatario. Similar a una firma manuscrita, un trabajo de firma describe el trabajo identificando fácilmente a su creador. Una firma puede confundirse con un autógrafo, que es principalmente una firma artística. Esto puede llevar a confusión cuando las personas tienen un autógrafo y una firma y, como tal, algunas personas en el ojo público mantienen sus firmas privadas mientras publican su autógrafo.

## Historia

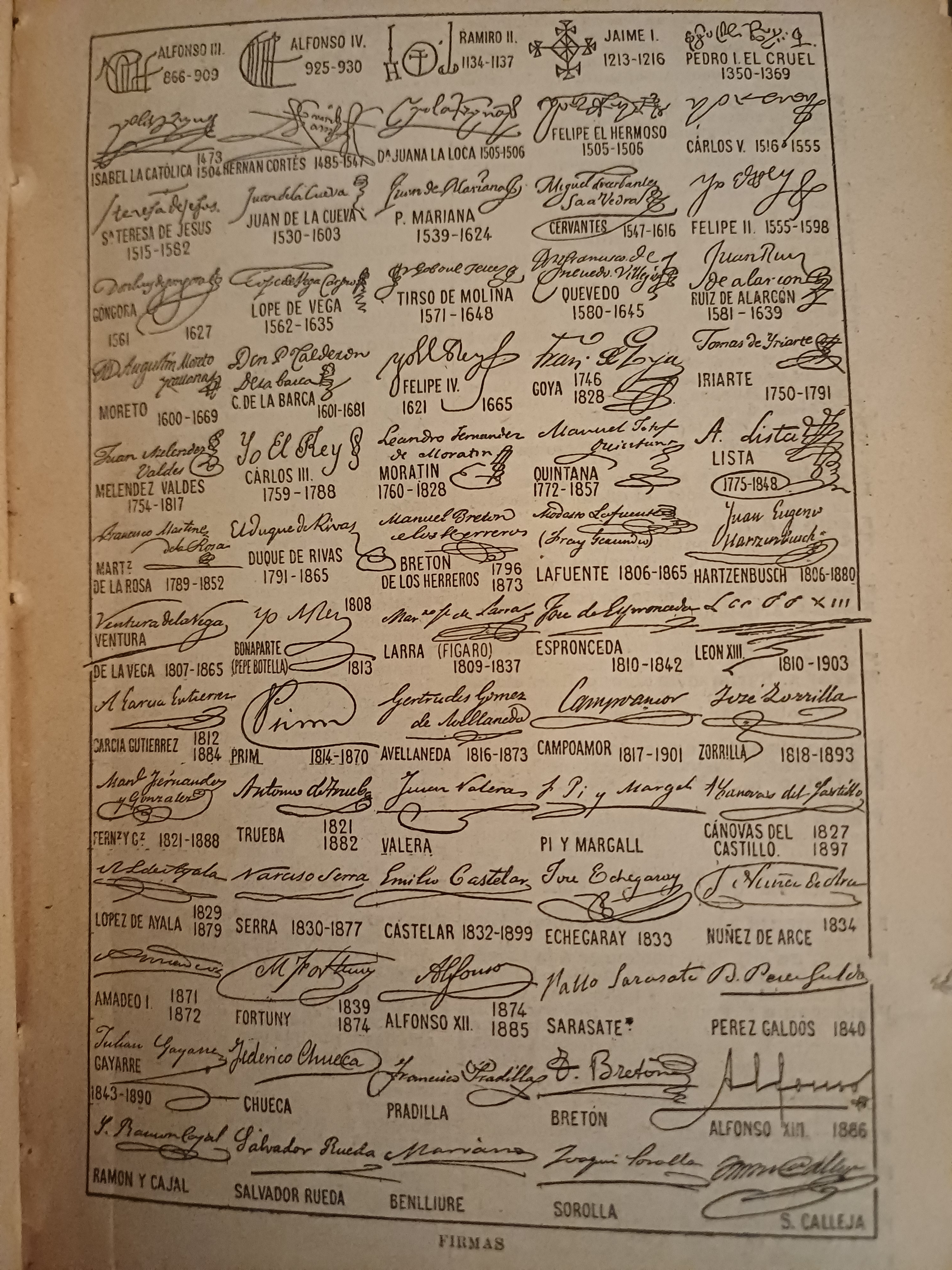
Firmas de personajes de España (Diccionario manual enciclopédico ilustrado, de Manuel Rodríguez-Navas y Carrasco, editado por Saturnino Calleja en 1909.

La firma tiene su origen en la antigüedad. Los escribas dominaban la escritura, y el gobernante sellaba decretos o edictos usando un anillo o un troquel para autentificar el escrito. Fue en el Medioevo cuando la firma se generalizó en los monasterios, donde la caligrafía y la criptología eran de dominio de los religiosos.
En el pasado, en países donde el porcentaje de analfabetos era elevado, se les hacía firmar con una simple X como firma propia hasta que la impresión de la huella digital reemplazó esta anomalía.

## Composición
La firma puede ser tan simple como escribir iniciales de un nombre propio en letra chica o muy elaborada en rasgos y expansiva, pero debe ser reproducida con gran fidelidad cada vez que se rubrique un documento.
Los trazos o dibujos que ornamentan y que suelen acompañar a la firma no son una firma en sí, sino un conjunto de rasgos propios que fungen como componente opcional que no puede utilizarse de manera independiente a ésta. Estos rasgos cumplen la función de hacer que la firma no pueda ser reproducida manuscritamente por otra persona, y de este modo sea un sello de distinción propio y personal.
En algunos países sólo es válida la firma en la que es claramente legible el nombre y apellido, o título de la persona que firma, mientras que en otros países se acepta aquella firma con el conjunto de rasgos propios que incluyen el nombre como de validez legal, generalmente son autentificadas ante un notario público.

## Espíritu jurídico
La firma tiene por fin identificar, asegurar o autentificar la identidad de un autor o remitente, o como una prueba del consentimiento y de verificación de la integridad y aprobación de la información contenida en un documento o similar, y que tiene carácter legal. Falsificar una firma es un delito en la mayoría de los códigos penales del mundo.